# Нейтралізм
Нейтралі́зм — це форма біотичних взаємовідносин, за якої співіснування двох видів на одній території не чинить на них безпосереднього впливу та не має ні позитивних, ні негативних наслідків.
У природі справжній нейтралізм є вкрай рідкісним явищем,оскільки між усіма видами можливі непрямі стосунки. Нейтралізм описується як взаємодія, за якої один вид абсолютно не відчуває будь-якого ефекту з боку іншого. Справжній нейтралізм надзвичайно маловірогідний та його важко довести. Коли ми маємо справу зі складним комплексом взаємодій, присутніх у таких складних системах, як природні екосистеми, один вид не може існувати без жодної конкуренції з іншими видами або без отримання вигоди від інших. Таким чином, оскільки нейтралізм є рідкісним або  не існує взагалі, його використання часто розширюється до ситуації, коли взаємодії не мають помітного значення або незначні.